# جان چمبرز (بازیکن فوتبال)
جان چمبرز (انگلیسی: John Chambers؛ زادهٔ ۷ اکتبر ۱۹۴۹) بازیکن فوتبال اهل بریتانیا است.
از باشگاه‌هایی که در آن بازی کرده‌است می‌توان به باشگاه فوتبال ساوتند یونایتد و باشگاه فوتبال استون ویلا اشاره کرد.